# Bestiariusz

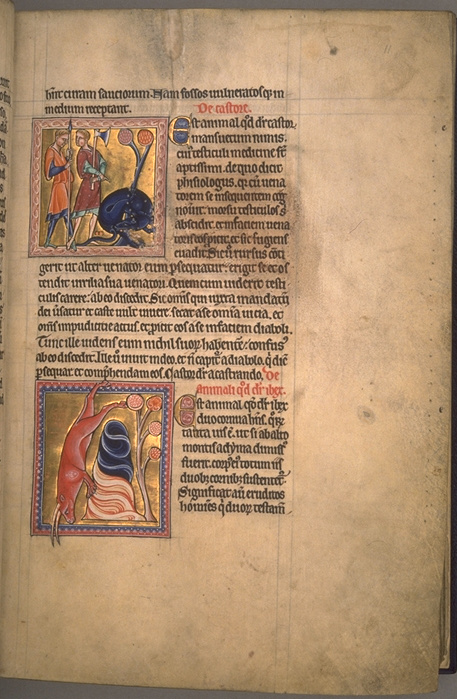
Karta z Bestiariusza z Aberdeen

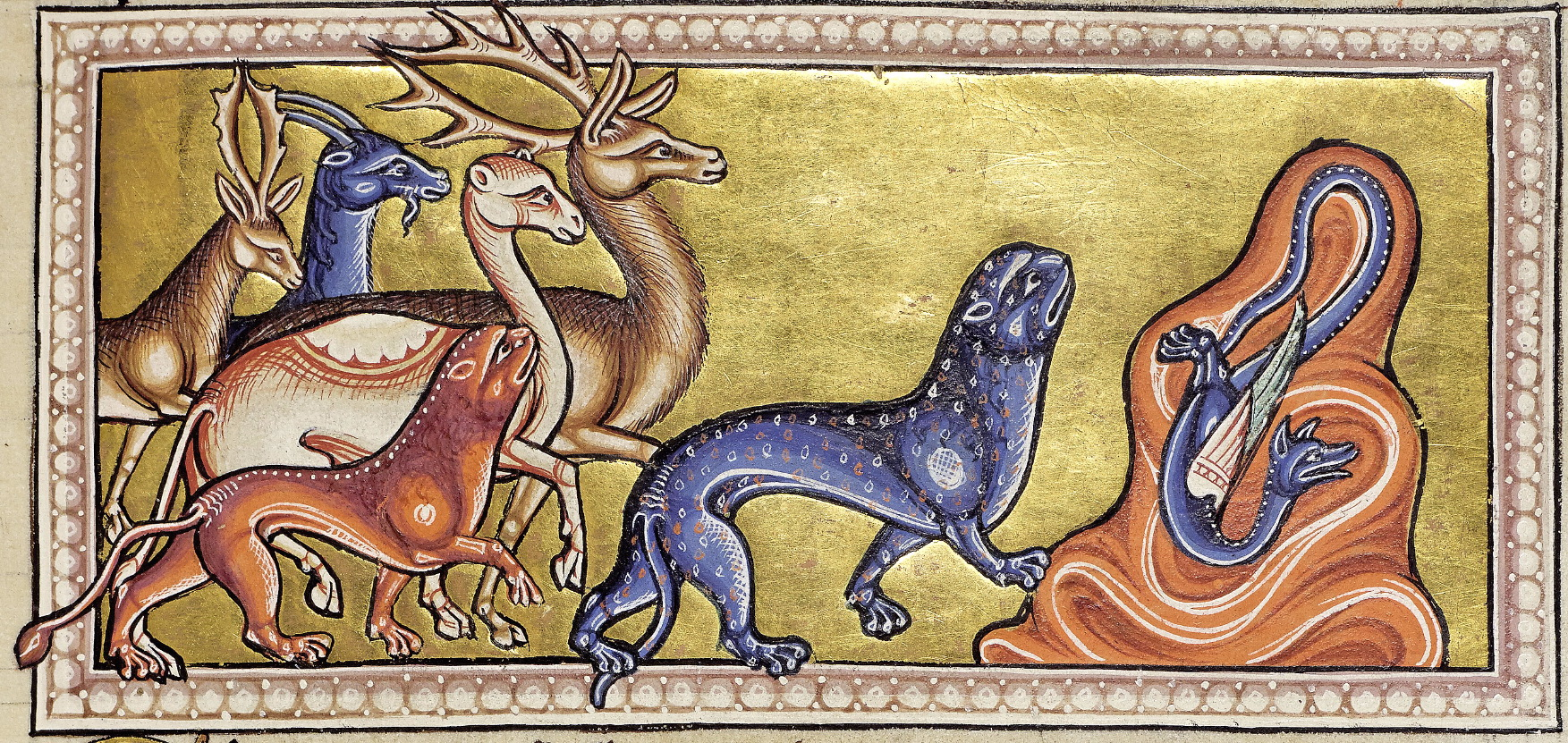
Iluminacja z Bestiariusza z Aberdeen

Bestiariusz (średniow.-łac. bestiarium) – średniowieczny gatunek literacki, należący do tzw. literatury dydaktycznej, pisany wierszem lub prozą. Egzemplarze tekstu bestiariuszy były prawie zawsze iluminowane. Pierwowzorem gatunku był pochodzący z V w. łaciński przekład greckiego dzieła z II w. Physiologos. Zasadniczą częścią bestiariuszy był opis zwierząt – realnych i baśniowych – do których komentarz objaśniał podstawowe dogmaty wiary i zasady etyki chrześcijańskiej.
Twórcy bestiariuszy mieli ambicje naukowe, opisywali zarówno zwierzęta faktycznie istniejące, jak i takie, których realne istnienie przyjmowano za pewnik, np. na podstawie literatury antycznej. Jako egzotyczne lub rzadkie, ale jak najbardziej realne zwierzęta powszechnie uważano w średniowiecznej Europie wiwerny, smoki, gryfy, bazyliszki czy jednorożce. Wiele rzeczywistych zwierząt obdarzonych było przez autorów bestiariuszy fantastycznymi cechami lub niezwykłym wyglądem. Np. pantera przedstawiana była z końską głową, rogami i ziejąca ogniem.
Wiele stworzeń z bestiariusza przyjmowane było jako godła heraldyczne lub inne elementy herbu.

## Niektóre zwierzęta z bestiariusza
- Bazyliszek
- Gryf
- Jednorożec
- Mantykora
- Smok
- Wiwern
- Pegaz